# Mohammed Fatau
Mohammed Fatau (* 24. Dezember 1992 in Accra) ist ein ghanaischer Fußballspieler.

## Karriere
Fatau spielte für die Jugendmannschaft des Asante Kotoko SC, ehe er 2010 in den Nachwuchs von Udinese Calcio wechselte. Nach einem Jahr bei Udinese wurde er zur Saison 2011/12 vom FC Granada B, der Reservemannschaft des FC Granada, verpflichtet. Hier blieb er drei Spielzeiten lang und wurde während dieser Zeit an die Vereine FC Cádiz B und CD San Roque de Lepe ausgeliehen. 2013 wurde er in den Kader der Profimannschaft aufgenommen und absolvierte für diese in der Saison 2013/14 zehn Pflichtspieleinsätze. Die nächsten zwei Spielzeiten verbrachte er als Leihgabe bei den Vereinen Rayo Vallecano und UD Almería.
In der Sommertransferperiode 2016 wurde er in die türkische Süper Lig zu Gaziantepspor transferiert. Nach einer Saison zog er zu al-Qadisiyah weiter. 2020 sah ihn in Indien, das Folgejahr in Ägypten.